# Уживо са фестивала Тодо Мундо
„Уживо са фестивала Тодо Мундо“ је албум традиционалне песме и свирке из Источне Србије у извођењу Светлане Спајић и Бокана Станковића. Садржи снимак целовечерњег наступа на фестивалу  Тодо Мундо у Дому омладине Београда 23. марта 2013. године. У облику компакт диска објавила га је исте године дискографска кућа „WMAS Records“.
Издање је увршћено на топ 10 листу најбољих домаћих world music албума у 2013. по избору емисије „Disco 3000“, на Радију Б92.

## Списак песама
1. Оро паде у ливаде
2. Проблејало младо јагње
3. Запели се два славеја
4. Лагала Дана Давина
5. Пошле моме росе да обију
6. Нано, боли ме глава
7. Чобанска влашка песма
8. Стојан иде од орање
9. Свири деда у дудук
10. Добро јутро, жута жабо
11. Зелен горо, не ладуј девојко
12. Јова Ружу кроз свиралу зове
13. Расте багрем до неба
14. Чобанска свирка
15. По мору је пловила галија
16. Службу служи Виден добар јунак
17. Ој, ти пиле са шарена крила
18. Киша пада, путници путују
19. Гором пјева млади Радивоје

## Критички пријем
Мајстор за неколико дувачких инструмената (поред гајди одсвирао је и неколико моћних минијатура на фрули), Станковић већину времена проводи пратећи Светланино певање другим гласом и извођење десетине песама 'на бас' је, као и увек, фасцинантно. Ово је музика толико сведена, са два гласа који изводе на моменте сложне, на моменте сасвим посвађане мелодијске линије, док се хармонија бори са својом злом близнакињом из пакла да очи напросто не могу да верују како на бини виде само две људске фигуре. Оно што се чује – оркестар духова и елемената – сувише је онострано да би стало у речи.— Урош Смиљанић, 2013.

## Награде и признања
- Треће место на топ 10 листи „Најбољи world music албум у Србији у 2013. години“ по избору емисије „Disco 3000“ Радија Б92.